# Akron Firestone Non-Skids 1940-1941
La stagione 1940-41 degli Akron Firestone Non-Skids fu la 4ª e ultima nella NBL per la franchigia.
Gli Akron Firestone Non-Skids arrivarono terzi nella regular season con un record di 13-11. Nei play-off persero la semifinale con gli Oshkosh All-Stars (2-0).

## Roster
| N° | Naz.                   | Ruolo | Sportivo        | Anno | Alt. | Peso |
| -- | ---------------------- | ----- | --------------- | ---- | ---- | ---- |
|    | Stati Uniti (bandiera) | GA    | Jack Ozburn     | 1913 | 185  | 77   |
|    | Stati Uniti (bandiera) | G     | Tom Wukovits    | 1916 | 180  | 75   |
|    | Stati Uniti (bandiera) | AC    | John Moir       | 1917 | 188  | 83   |
|    | Stati Uniti (bandiera) | G     | Bob Hassmiller  | 1916 | 185  | 84   |
|    | Stati Uniti (bandiera) | AC    | Jack Jennings   | 1918 | 198  | 88   |
|    | Stati Uniti (bandiera) | GA    | Howard Cable    | 1913 | 191  | 91   |
|    | Stati Uniti (bandiera) | AC    | Jerry Bush      | 1914 | 191  | 91   |
|    | Stati Uniti (bandiera) | C     | Paul Nowak      | 1914 | 196  | 93   |
|    | Stati Uniti (bandiera) | GA    | Tommy O'Brien   | 1916 | 173  | 75   |
|    | Stati Uniti (bandiera) | G     | Irving Terjesen | 1915 | 191  | 88   |
|    | Stati Uniti (bandiera) | AC    | Harry Sorensen  | 1914 | 193  | 91   |
|    | Stati Uniti (bandiera) | G     | Fred Beretta    | 1917 | 180  | 73   |
|    | Stati Uniti (bandiera) | G     | Paul DuCharme   | 1917 | 180  | 73   |

## Staff tecnico
- Allenatore: Paul Sheeks